# Cshongdzsui nemzetközi repülőtér
A Cshongdzsui nemzetközi repülőtér (IATA: CJJ, ICAO: RKTU) Dél-Korea egyik nemzetközi repülőtere, amely Cshongdzsu közelében található. Éves utasforgalma 370 743 fő (1997). Üzemeltetője a Korea Airports Corporation.

## Futópályák
A repülőtér futópályái:
- 06R/24L
- 06L/24R

## Forgalom
Az utasforgalom az elmúlt években az alábbi módon változott:
| Utasok száma | 370 743 | 528 726 | 761 148 | 857 269 | 1 042 512 | 1 337 791 | 1 702 538 | 2 732 755 | 3 009 051 | 3 174 649 |
|              | 1997    | 2000    | 2003    | 2005    | 2008      | 2011      | 2014      | 2016      | 2019      | 2022      |